# 埃尔本
埃尔本是德国莱茵兰-普法尔茨州的一个市镇。总面积2.38平方公里，总人口320人，其中男性156人，女性164人（2011年12月31日），人口密度134人/平方公里。